# Asnans-Beauvoisin
Asnans-Beauvoisin é uma comuna francesa na região administrativa de Borgonha-Franco-Condado, no departamento de Jura. Estende-se por uma área de 16,24 km². Em 2010 a comuna tinha 741 habitantes (densidade: 45,6 hab./km²).